# Hævemiddel
Hævemiddel er en samlebetegnelse for ingredienser, der tilsættes bagværk med det formål at få bagværket til at vokse og blive mere luftigt. Fugt, varme eller syrlige omgivelser får hævemidlet til at producere gas (ofte kuldioxid, CO2), som bliver fanget inde i dejen som luftbobler. Når brødet eller kagen er færdigbagt, har dejen "sat sig" rundt om luftboblerne, og de udgør hulrum (luftlommer) i bagværket, som får en tekstur, der minder om en svamp.
Det fagtekniske ord for den del af brødet, hvor hævemidlet har ført til hævning, er krumme, den del, der ligger undenfor, skorpe.
Luftboblerne er porer, der udgør en poring.
Der findes forskellige hævemidler:
- Gær
- Surdej
- Bagepulver
- Natron
- Hjortetaksalt
- Potaske
- Piskede æggehvider
- Honning-salt-hævning (anvendes blandt andet i det nordjyske bageri Aurion, der arbejder efter Rudolf Steiners biodynamiske principper)
- Bageferment (anvendes også af Aurion)

| Hævemiddel (almindelig betegnelse) | Kemisk navn                                                              | Andre navne                         | Gas-art (der udvikles ved bagning) | Bemærkninger |
| ---------------------------------- | ------------------------------------------------------------------------ | ----------------------------------- | ---------------------------------- | --- |
| Bagepulver                         | Natriumhydrogenkarbonat (base) + en syre på salt form, fx en diphosphat. | Fermin                              | kuldioxid, CO2                     | Bagepulver indeholder normalt også en type af stivelse (fx majs, ellers ris) for at holde produktet tørt og forhindre syren og basen i at reagere med hinanden.                                            |
| Natron                             | Natriumhydrogenkarbonat, NaHCO3                                          | Natriumbicarbonat Tvekulsurt natron | kuldioxid, CO2                     | Natron kan give en bitter smag til bagværket, hvis det ikke indeholder en syre, fx et surmælksprodukt, da der dannes soda ved fraværet af en syre.                                                         |
| Potaske                            | Kaliumkarbonat, K2CO3                                                    |                                     | kuldioxid, CO2                     | Dejen skal indeholde en syre for ikke at danne et biprodukt, der får bagværket til at smage af lud |
| Hjortetaksalt                      | Ammoniumhydrogenkarbonat, NH4HCO3                                        |                                     | Kuldioxid og ammoniak              | Bør kun anvendes til kager med en stor overflade fx småkager, så al ammoniakken, der dannes, kan nå overfladen og fordampe. Ellers kan bagværket blive uspiseligt, hvis det indeholder rester af ammoniak. |